# Swash Reef
Das Swash Reef (von englisch swash ‚planschen, schwappen‘) ist ein Riff vor der Loubet-Küste des Grahamlands auf der Antarktischen Halbinsel. Es liegt unmittelbar nördlich der Pourquoi-Pas-Insel.
Wissenschaftler des Falkland Islands Dependencies Survey kartierten es anhand von Vermessungen und Luftaufnahmen aus den Jahren von 1956 bis 1959. Sie benannten das Riff so, weil es vom Meer überspült wird.